# Genève Volley 2019-2020
Questa voce raccoglie le informazioni riguardanti il Genève Volley nella stagione 2019-2020.

## Organigramma societario
Area direttiva
- Presidente: Sébastien Ruffieux

Area tecnica
- Allenatore: Ludovic Gruel (fino a febbraio), Aïda Shouk (da febbraio)
- Secondo allenatore: Fabia Gnädinger, Aïda Shouk (fino a febbraio)
- Scoutman: Bruno Chatalova

Area sanitaria
- Fisioterapista: Olivier Chabot

## Rosa
| N° | Nome              | Ruolo | Data di nascita   | Nazionalità sportiva |
| -- | ----------------- | ----- | ----------------- | -------------------- |
| 1  | Anna Church       | S     | 21 luglio 1993    | Stati Uniti          |
| 2  | Claudia Ndebele   | C     | 20 luglio 1989    | Svizzera             |
| 3  | Ewine Guscetti    | P     | 11 giugno 1999    | Svizzera             |
| 4  | Lindsey Calvin    | O     | 3 gennaio 1997    | Stati Uniti          |
| 5  | Johanna Remy      | O     | 5 novembre 2001   | Stati Uniti          |
| 6  | Kathleen Berger   | P     | 18 dicembre 1990  | Svizzera             |
| 7  | Lauren Page       | C     | 20 settembre 1996 | Stati Uniti          |
| 8  | Siria González    | S     | 19 gennaio 1999   | Svizzera             |
| 9  | Alyssa Aveni      | S     | 31 marzo 2004     | Svizzera             |
| 10 | Shanon Berger     | S     | 4 febbraio 1993   | Svizzera             |
| 11 | Caitlin DeWitt    | O     | 14 maggio 1993    | Stati Uniti          |
| 11 | Julia Brown       | S     | 3 febbraio 1996   | Stati Uniti          |
| 12 | Rina Emini        | S     | 20 luglio 1997    | Svizzera             |
| 14 | Laetitia Perroud  | L     | 20 dicembre 1995  | Svizzera             |
| 16 | Liesl Engelbrecht | C     | 18 settembre 1997 | Stati Uniti          |
| 17 | Emma Ruschetta    | S     | 25 marzo 2003     | Svizzera             |
| 18 | Léa Philippi      | S     | 4 aprile 2002     | Svizzera             |

## Risultati

### Lega Nazionale A

#### Girone di andata
| 1ª giornata - 12 ottobre 2019 Sportanlage Rietstein, Wattwil      | Toggenburg         | 3 - 2 | Genève              | 25-22, 29-27, 21-25, 22-25, 16-14 |
| 2ª giornata - 18 ottobre 2019 Henry-Dunant, Ginevra               | Genève             | 0 - 3 | Neuchâtel           | 13-25, 13-25, 20-25               |
| 3ª giornata - 20 ottobre 2019 Sporthalle Leimacker, Düdingen      | Düdingen           | 3 - 1 | Genève              | 25-17, 22-25, 25-18, 25-21        |
| 4ª giornata - 27 ottobre 2019 Salle de la Pépinière, Les Breuleux | Franches-Montagnes | 3 - 1 | Genève              | 17-25, 28-26, 25-22, 25-19        |
| 5ª giornata - 2 novembre 2019 Henry-Dunant, Ginevra               | Genève             | 3 - 0 | Val-de-Travers      | 25-17, 25-21, 25-15               |
| 6ª giornata - 9 novembre 2019 Salle Derrière-la-Ville 5, Cheseaux | Cheseaux           | 3 - 0 | Genève              | 25-21, 25-21, 25-19               |
| 7ª giornata - 16 novembre 2019 Henry-Dunant, Ginevra              | Genève             | 0 - 3 | Sm'Aesch Pfeffingen | 13-25, 21-25, 10-25               |
| 8ª giornata - 23 novembre 2019 Henry-Dunant, Ginevra              | Genève             | 1 - 3 | Lugano              | 17-25, 25-21, 24-26, 22-25        |
| 9ª giornata - 1º dicembre 2019 BBC Arena, Sciaffusa               | Kanti              | 3 - 0 | Genève              | 25-21, 25-22, 25-17               |

#### Girone di ritorno
| 10ª giornata - 7 dicembre 2019 Henry-Dunant, Ginevra                   | Genève              | 3 - 0 | Toggenburg         | 25-13, 25-19, 25-22        |
| 11ª giornata - 14 dicembre 2019 BBZ/CFP, Bienne                        | Neuchâtel           | 3 - 0 | Genève             | 25-20, 25-16, 25-15        |
| 12ª giornata - 21 dicembre 2019 Henry-Dunant, Ginevra                  | Genève              | 0 - 3 | Düdingen           | 22-25, 22-25, 13-25        |
| 13ª giornata - 4 dicembre 2019 Henry-Dunant, Ginevra                   | Genève              | 1 - 3 | Franches-Montagnes | 19-25, 25-22, 15-25, 21-25 |
| 14ª giornata - 11 gennaio 2020 Salle du Centre Sportif, Val-de-Travers | Val-de-Travers      | 3 - 0 | Genève             | 25-12, 25-21, 26-24        |
| 15ª giornata - 18 gennaio 2020 Henry-Dunant, Ginevra                   | Genève              | 0 - 3 | Cheseaux           | 15-25, 23-25, 21-25        |
| 16ª giornata - 25 gennaio 2020 Mehrzweckhalle Löhrenacker, Aesch       | Sm'Aesch Pfeffingen | 3 - 0 | Genève             | 25-20, 25-15, 25-15        |
| 17ª giornata - 1º febbraio 2020 Palestra Palamondo, Cadempino          | Lugano              | 3 - 1 | Genève             | 26-24, 25-20, 24-26, 25-17 |
| 18ª giornata - 8 febbraio 2020 Henry-Dunant, Ginevra                   | Genève              | 1 - 3 | Kanti              | 25-17, 20-25, 22-25, 17-25 |

#### Play-out
| Gara 1 - 15 febbraio 2020 Henry-Dunant, Ginevra          | Genève     | 3 - 0 | Toggenburg | 25-23, 25-18, 25-14 |
| Gara 2 - 22 febbraio 2020 Sportanlage Rietstein, Wattwil | Toggenburg | 0 - 3 | Genève     | 21-25, 20-25, 21-25 |
| Gara 3 - 29 febbraio 2020 Henry-Dunant, Ginevra          | Genève     | 3 - 0 | Toggenburg | 25-9, 25-12, 25-22  |

### Coppa di Svizzera

#### Fase a eliminazione diretta
| Ottavi di finale - 12 gennaio 2020 Sporthalle Niederholz, Riehen | Riehen | 0 - 3 | Genève | 11-25, 16-25, 20-25 |
| Quarti di finale - 2 febbraio 2020 Palestra Palamondo, Cadempino | Lugano | 3 - 0 | Genève | 25-14, 25-20, 25-20 |

## Statistiche

### Statistiche di squadra
| Competizione      | Punti | In casa | In casa | In casa | In trasferta | In trasferta | In trasferta | Totale | Totale | Totale |
| Competizione      | Punti | G       | V       | P       | G            | V            | P            | G      | V      | P      |
| ----------------- | ----- | ------- | ------- | ------- | ------------ | ------------ | ------------ | ------ | ------ | ------ |
| Lega Nazionale A  | 7     | 11      | 4       | 7       | 10           | 1            | 9            | 21     | 5      | 16     |
| Coppa di Svizzera | -     | 0       | 0       | 0       | 2            | 1            | 1            | 2      | 1      | 1      |
| Totale            | -     | 11      | 4       | 7       | 12           | 2            | 10           | 23     | 6      | 17     |

G = partite giocate; V = partite vinte; P = partite perse

### Statistiche dei giocatori
Dati non disponibili.